# Domeniu național de nivel superior
În Internet, un domeniu național de nivel superior (ccTLD - country code top-level domain în engleză) este un domeniu de nivel superior rezervat pentru și folosit de către o țară sau un teritoriu dependent. Are lungimea de două litere și în general corespunde codului ISO 3166-1 al țării sau teritoriului respectiv. 